# والاس، شهرستان هریسون، ورجینیای غربی
والاس، شهرستان هریسون، ورجینیای غربی (به انگلیسی: Wallace) یک محدوده ثبت‌نشده در ایالات متحده آمریکا است که در شهرستان هریسون، ویرجینیای غربی واقع شده‌است. والاس ۳۱۳٫۰۳ متر بالاتر از سطح دریا واقع شده‌است.